# Danh sách chương truyện Dragon Ball
 Dragon Ball (ドラゴンボール Doragon Bōru,  7 Viên Ngọc Rồng) là một bộ truyện tranh nhiều tập được viết và vẽ minh họa bởi Toriyama Akira. Câu chuyện kể về cuộc phiêu lưu của Son Goku từ thời thơ ấu cho đến khi trưởng thành khi cậu luyện tập võ thuật và khám phá thế giới để tìm kiếm 7 quả cầu được gọi là Ngọc Rồng. Sau khi tập hợp đủ 7 Viên Ngọc Rồng và đọc thần chú, Rồng Thần sẽ xuất hiện và ban cho người đó điều ước. Trên hành trình của mình, Goku kết bạn với nhiều người bạn và cùng nhau chiến đấu với nhiều nhân vật phản diện để bảo vệ nền hòa bình Trái Đất.
Đây là danh sách các tập và chương trong Manga Dragon Ball. Các chương được sắp xếp theo tập với tựa đề của tập ở trên và tên chương bên dưới. Tựa đề bao gồm tên Tiếng Nhật trong bản gốc và tên Tiếng Việt được dịch bởi Nhà xuất bản Kim Đồng trong bản dịch Tiếng Việt.

## Thông tin
Bộ truyện được đăng dài kỳ thành 519 chương riêng lẻ trên tạp chí Weekly Shōnen Jump tại Nhật Bản từ ngày 20/11/1984 đến ngày 23/5/1995 (phát hành chính thức từ ngày 3/12/1984 đến 5/6/1995). Tiếp đó các chương được tập hợp lại và xuất bản trong 42 tập tankōbon bởi nhà xuất bản Shueisha. Từ ngày 4/12/2002 đến ngày 2/4/2004, manga được tái bản dưới dạng tuyển tập gồm 34 tập kanzenban, trong đó bao gồm phần kết ở chương 519 được viết lại một chút, bìa truyện mới cho 34 tập cùng với bìa màu và trang màu (chỉ các chương full màu) ở định dạng từ tạp chí ban đầu của nó. Một ấn bản sōshūhen nhằm mục đích tái tạo lại manga như ban đầu được đăng trên Weekly Shōnen Jump với các trang màu, văn bản quảng cáo và xem trước chương tiếp theo, đã được xuất bản thành 18 tập từ ngày 13/5/2016 đến ngày 13/1/2017.
Tại Việt Nam, bộ truyện lần đầu tiên được NXB Kim Đồng phát hành tất cả 67 tập từ ngày 9/6/1995 đến ngày 27/12/1996, nhưng đây chỉ là phiên bản phát hành lậu của NXB Kim Đồng không theo nguyên tác của bộ truyện.. Tuy nhiên, vào cuối tháng 3 năm 2014, NXB Kim Đồng đã tổ chức sự kiện manga Shonen Sunday mang tên Sự trở lại của những huyền thoại nhằm tái bản 2 bộ truyện tranh một thời là One Piece và Dragon Ball. Ở lần tái bản mới nhất này, bộ truyện có tất cả 42 tập được thiết kế bìa rời có phần nhắn gửi của tác giả, chất lượng tốt hơn nhiều so với những phiên bản trước, bám sát theo nguyên tác với bản gốc bên Nhật và ở cuối mỗi tập đều có phần tuyển tập tranh bìa của các chương truyện trên tạp chí Weekly Shōnen Jump gồm tất cả 39 phần tuyển tập tranh bìa trong toàn bộ 42 tập truyện. Ngoài ra ở cuối những tập truyện (khoảng 12, 13 tập đầu tiên của bộ truyện) còn có thêm phần tác giả Akira Toriyama trả lời thư của fan hâm mộ tác giả.

## Danh sách tập
| - 1. Bulma và Son Goku (ブルマと孫悟空 Buruma to Son Gokū) - 2. Ngọc biến mất! (球がない!! Booru ga nai!!) - 3. Tiến về biển (悟空·海へ走る Gokū · Umi e Hashiru) - 4. Cân Đẩu Vân của Quy Lão (亀仙人の筋斗雲 Kamesennin no Kintoun) - 5. Oolong xuất hiện (ウーロンあらわる!! Ūron Arawaru!!) - 6. Oolong và Goku (ウーロン対決孫悟空 Ūron Taiketsu Son Gokū) - 7. Kẹo PP lợi hại (ヤムチャとプーアル Yamucha to Pūaru) - 8. Sơn tặc Yamcha (ヤムチャおそるべし!! Yamucha Osorubeshi!!) - 9. Kẻ cướp ngọc! (ドラゴンボール危うし!! Doragon Bōru Ayaushi!!) - 10. Tương kế tựu kế (強盗大策戦 Gōtō Daisakusen) - 11. Ngưu Ma Vương ở Hỏa Diệm Sơn (フライパン山の牛魔王 Furaipan Yama no Gyūmaō) |

| - 12. Tìm đến Quy lão (亀仙人をたずねて Kamesennin o Tazunete) - 13. Quạt ba tiêu (亀仙人の芭蕉扇 Kamesennin no Bashōsen) - 14. Kamehameha (亀仙人のかめはめ波!! Kamesennin no Kamehameha!!) - 15. Viên ngọc thứ 7 (七星球発見 Chīshinchū Hakken) - 16. Tai thỏ (ウサギの耳 Usagi no Mimi) - 17. Sở trường của sếp (オヤブンの得意技 Oyabun no Tokui Waza) - 18. Ngọc rồng bị cướp!! (D.B.奪われる!! Doragon Bōru Ubawareru!!) - 19. Rồng thần xuất hiện (ついに龍あらわる! Tsui ni Doragon Arawaru!) - 20. Điều ước (神龍への願い!! Shenron e no Negai!!) - 21. Trăng tròn (満月 Mangetsu) - 22. Goku biến hóa (悟空の大変身 Gokū no Daihenshin) - 23. Chia tay (ドラゴンチーム解散 Doragon Chīmu Kaisan) - 24. Học phí của Quy lão (亀仙人の修業料 Kamesennin no Shugyou Ryou) |

| - 25. Người bạn đồng môn (ライバル?参上!! Raibaru? Sanjō!!) - 26. Cô gái kì lạ (?な女の子 Fushigi na Onna no Ko) - 27. Lan Chi hắt hơi (ランチのクシャミ Ranchi no Kushami) - 28. Bước vào kì tu luyện (修業はじまり!! Shugyō Hajimari!!) - 29. Truy tìm hòn đá Kame (亀マークの石さがし Kame Māku no Ishi Sagashi) - 30. Giao sữa tại nhà (牛乳配達 Gyūnyū Haitatsu) - 31. Khổ luyện (亀仙流の厳しい修業 Kamesenryū no Kibishī Shugyō) - 32. Đại hội võ thuật thiên hạ vô địch khởi tranh (天下一武道会はじまる!! Tenkaichi Budōkai Hajimaru!!) - 33. Thành quả tu luyện (修業の威力!! Shugyō no Iryoku!!) - 34. Thiên hạ vô địch (天下無敵! Tenka Muteki!) - 35. Vòng tứ kết (対戦決定!! Taisen Kettei!!) - 36. Trận thứ nhất (第1試合 Daīchi Shiai) |

| - 37. Trận 2 (第2試合 Daini Shiai) - 38. Trận 3 (第3試合 Daisan Shiai) - 39. Trận 4 (第4試合 Daiyon Shiai) - 40. Cái đuôi của Goku (悟空のシッポ Gokū no Shippo) - 41. Krillin VS Jakie Chun (クリリン対ジャッキー·チュン Kuririn Tai Jakkī Chun) - 42. Đòn phản công (大攻防戦! Daikōbōsen!) - 43. Jakie Chun là ai? (謎のジャッキー·チュン Nazo no Jakkī Chun) - 44. Son Goku VS Namu (孫悟空対ナム Son Gokū Tai Namu) - 45. Không chiến (大空中戦! Daikūchūsen!) - 46. Trận chung kết (大決勝戦 Daikesshōsen) - 47. Kamehameha (かめはめ波 Kamehameha) - 48. Son Goku bắt chước (猿マネ孫悟空 Saru Mane Son Gokū) |

| - 49. Vũ Thiên lão sư phản công (武天老師の逆襲 Jakkī Chun no Gyakushū) - 50. Goku lâm nguy (悟空最大のピンチ!! Gokū Saidai no Pinchi!!) - 51. Đại náo võ đài (天下一武道会大騒然 Tenkaichi Budōkai Daisōzen) - 52. Vươn tới đỉnh cao (クライマックス近し!! Kuraimakkusu Chikashi!!) - 53. Giới hạn sức mạnh (クライマックス Kuraimakkusu) - 54. Lại lên đường (再冒険!! Saibōken!!) - 55. Đụng độ Red Ribbon (赤いリボン Akai Ribon) - 56. Tranh đoạt ngọc rồng (ドラゴンボール争奪戦 Doragon Bōru Sōdatsusen) - 57. Đột kích tháp Muscle (マッスルタワー突撃!! Massuru Tawā Totsugeki!!) - 58. Nỗi kinh hoàng tháp Muscle (マッスルタワーの恐怖 Massuru Tawā no Kyōfu) - 59. Con quỷ tầng 3 (3階の悪魔!! Sankai no Akuma!!) - 60. Ninja Murasaki (忍者ムラサキ!! Ninja Murasaki!!) |

| - 61. Tuyệt chiêu lật chiếu (忍法! 四畳半タタミ返し!! Ninpō! Yonjōhan Tatamigaeshi!!) - 62. Tuyệt chiêu phân thân (危機!分身の術 Kiki! Bunshin no Jutsu) - 63. Số 8 (人造人間8号 Jinzōningen Hachigō) - 64. Cuộc chiến với Pưng (5階戦慄のブヨン Gokai Senritsu no Buyon) - 65. Đối thủ khó nhằn (ブヨン攻略法 Buyon Kōryakuhō) - 66. Tầng cao nhất (マッスルタワーの最後!! Massuru Tawā no Saigo!!) - 67. Về phía Tây (西へ... Nishi e...) - 68. Tìm Bulma (西の都のブルマんち Nishi no Miyako no Buruma n chi) - 69. Hội ngộ (ブルマと悟空part2 Buruma to Gokū Pāto Tsū) - 70. Sai lầm của Bulma (ブルマの大失敗!! Buruma no Daishippai!!) - 71. Cứ địa đảo rùa (KAME HOUSE 発見さる!! Kame Hausu Hakken Saru!!) - 72. Quân Blue công kích (ブルー将軍攻撃開始 Burū Shōgun Kōgeki Kaishi) |

| - 73. Âm mưu của tướng Blue (ブルー将軍の誤算 Burū Shōgun no Gosan) - 74. Cái bẫy (海賊たちの罠 Kaizokutachi no Wana) - 75. Cảng hải tặc (海賊港の伏兵 Kaizoku Minato no Fukuhei) - 76. Phát hiện kho báu (お宝発見 Otakara Hakken) - 77. Cặp mắt của Blue (光るブルーの眼 Hikaru Burū no Me) - 78. Tẩu thoát (大脱出!! Daidasshutsu!!) - 79. Thoát hiểm trong gang tấc (逃げろや逃げろ!! Nigero ya Nigero!!) - 80. Ba viên ngọc bị đánh cắp (奪われた3個の龍球 Ubawareta Sanko no Doragon Bōru) - 81. Cuộc rượt đuổi trong làng Penguin (追ってペンギン村! Otte Pengin Mura!) - 82. Máy dò tìm bị hỏng (こわれたドラゴンレーダー Kowareta Doragon Reidā) - 83. Máy dò tìm bị đánh cắp (奪われたドラゴンレーダー Ubawareta Doragon Reidā) - 84. Thánh địa Karin (聖地カリンの親子 Seichi Karin no Oyako) |

| - 85. Sát thủ Tàu Pảy Pảy (殺し屋゛桃白白゛ Koroshiya 'Taopaipai') - 86. Nhất dương chỉ (桃白白の必殺どどん波 Taopaipai no Hissatsu Dodonpa) - 87. Tháp Karin (カリン塔 Karin Tō) - 88. Thần mèo Karin (カリン塔のカリン様 Karin Tō no Karinsama) - 89. Nước tthánh (超聖水の効能 Chōseisui no Kōnō) - 90. Son Goku phản công (孫悟空の逆襲 Son Gokū no Gyakushū) - 91. Trận chiến nơi thánh địa (聖地の大決戦!! Seichi no Daikessen!!) - 92. Phút cuối cùng của Tàu Pảy Pảy (最後の桃白白 Saigo no Taopaipai) - 93. Tiến vào hang cọp (孫悟空突撃 Son Gokū Totsugeki) - 94. Son Goku oanh tạc Red Ribbon (孫悟空快進撃! Son Gokū Kaishingeki!) - 95. Đế chế Red Ribbon sụp đổ (レッド総帥死す! Reddo Sōsui Shisu!) - 96. Đại thắng (大勝利!! Daishōri!!) |

| - 97. Viên ngọc cuối cùng ở đâu? - 98. Thầy bói Baba - 99. 5 đấu 5 - 100. Trận đấu đẫm máu - 101. Toilet của quỷ - 102. Son Goku thượng đài - 103. Sức mạnh tiềm tàng - 104. Hồ quang ác ma - 105. Đối thủ cuối cùng - 106. Ngang tài ngang sức - 107. Cái đuôi của Goku - 108. Gặp lại ông nội |

| - 109. Tái ngộ Pilaf cùng đồng bọn - 110. Âm mưu của Pilaf - 111. Rồng thần tái xuất - 112. Hành trình chạy bộ - 113. Đại hội võ thuật lần thứ 22 - 114. Vòng loại trực tiếp - 115. Vòng loại trực tiếp 2 - 116. Bảng thi đấu bị sắp đặt - 117. Kamehameha của Yamcha - 118. Yamcha thảm bại - 119. Lời nguyền trăng rằm - 120. Lại là nhất dương chỉ |

| - 121. Diệu kế của Krillin - 122. Son Goku xuất trận - 123. Tre và măng - 124. Tuổi trẻ tài cao - 125. Son Goku VS Krillin - 126. Cuộc đấu không cân sức - 127. Âm mưu bất thành - 128. Trận đấu đỉnh cao - 129. Quyền thuật bóng chuyền - 130. Lâm vào thế bí - 131. Tien Shinhan trượng nghĩa - 132. Mối thù của lão Hạc |

| - 133. Chiến thuật cuối cùng - 134. Kết cục của trận chiến - 135. Âm mưu đáng sợ - 136. Đại Ma Vương Piccolo - 137. Tỉnh lại đi, Son Goku! - 138. Quái nhân phì lủ - 139. Con mồi của Yajirobe - 140. Tambourine đang tới đó! - 141. Sức mạnh bộc phát - 142. Đại Ma Vương ra tay - 143. Son Goku gặp nguy - 144. Son Goku thảm bại |

| - 145. Vũ Thiên lão sư hạ quyết tâm - 146. Ma Phong Ba - 147. Ác ma hồi xuân - 148. Tìm về thánh địa - 149. Piccolo xưng bá thiên hạ - 150. Thần mèo cũng bó tay - 151. Siêu Thần Thủy - 152. Sẵn sàng lâm trận - 153. Tien Shinhan quyết tử - 154. Tính toán sai lầm - 155. Son Goku trả thù - 156. Cơn thịnh nộ của đại ma vương |

| - 157. Cuộc chiến sống còn - 158. Son Goku gặp bất lợi - 159. Đại chiến nơi bình địa - 160. Sự đánh cược của Goku - 161. Vị cứu tinh trẻ tuổi - 162. Bí mật của Gậy Như Ý - 163. Thần điện - 164. Thượng Đế xuất hiện - 165. Rồng thần tái sinh - 166. Trùng phùng - 167. Bước đại nhảy vọt - 168. 8 gương mặt của vòng tứ kết |

| - 169. Anh hùng hảo hán - 170. Sát thủ hết thời - 171. Vị hôn thê của Son Goku - 172. Krillin VS Ma Junior - 173. Nỗ lực của Krillin - 174. Yamcha VS Chú Thiên - 175. Bí mật của Chú Thiên - 176. Son Goku tái đấu Tien Shinhan - 177. Siêu tốc độ - 178. Tuyệt chiêu của Tien Shinhan - 179. Hai nhược điểm - 180. Đại Ma Vương VS Thượng Đế |

| - 181. Sai lầm của Thượng Đế - 182. Trận tái đấu duyên nợ - 183. Thăm dò sức mạnh - 184. Kì phùng địch thủ - 185. Siêu Kamehameha - 186. Loạn võ đài - 187. Đại Ma Vương khổng lồ - 188. Thiện ác đối đầu - 189. Lần cá cược sau cùng - 190. Cuồng phong thịnh nộ - 191. Đếm ngược - 192. Chiến thắng đến muộn |

| - 193. Chân dung nhà vô địch - 194. Món quà của 7 viên Ngọc Rồng - 195. Chiến binh ngoài Trái Đất - 196. Truy tìm Kakalot - 197. Quá khứ của Son Goku - 198. Hợp đồng tác chiến - 199. Cuộc tử chiến với Raditz - 200. Mối đe dọa - 201. Độc chiêu của Piccolo - 202. Ma Quang Sát Pháo - 203. Kế sách cuối cùng - 204. Tạm biệt Son Goku |

| - 205. Ở thế giới bên kia - 206. Son Gohan và Đại Ma Vương Piccolo - 207. Son Gohan khóc thét - 208. Câu chuyện đêm trăng tròn - 209. Thời hạn 1 năm - 210. Cha con khổ luyện - 211. Chiến thắng trọng lực - 212. Giờ G sắp điểm - 213. Cuộc đổ bộ của người Saiya - 214. Trò chơi của Vegeta - 215. Dự cảm của Yamcha - 216. Những chiến binh chùn bước |

| - 217. Nhanh lên, Son Goku! - 218. Đòn Khí Công Pháo cuối cùng - 219. 3 tiếng - 220. Tia hi vọng nhỏ nhoi - 221. Bước đường cùng - 222. Son Goku - Khỉ Con bất tử - 223. Tình nghĩa thầy trò - 224. Nỗi căm giận tột cùng - 225. Đối thủ không xứng tầm - 226. Kaio thần chưởng - 227. Đế vương xuất trận - 228. Cuộc chiến trong hoang mạc |

| - 229. Trời long đất lở - 230. Kaio thần chưởng cấp độ 3 - 231. Tới hạn - 232. Mặt trăng - 233. Khối cầu nguyên khí - 234. Kế hoạch sụp đổ - 235. Thoi thóp - 236. Những nỗ lực sau cùng - 237. Thử thách cho Krillin - 238. Hi vọng lóe sáng - 239. Những chiến binh mỏi mệt - 240. Gohan biến hình |

| - 241. Lời khẩn cầu của Son Goku - 242. Kết cục không mong đợi - 243. Hướng về Namek - 244. Tàu vũ trụ - 245. Khởi hành đến Namek - 246. Vegeta hồi phục - 247. Namek u ám - 248. Những kẻ lạ mặt - 249. Chiêu mới của Vegeta - 250. Son Goku hồi phục - 251. Tàu vũ trụ của Son Goku - 252. Người Namek run sợ |

| - 253. Cố thủ - 254. Người Namek phản kháng - 255. Sự phẫn nộ của Son Gohan - 256. Truy sát - 257. Dodoria chạm trán Vegeta - 258. Hiểm nguy trùng trùng - 259. Viên ngọc rồng thứ 6 - 260. Viên ngọc cuối cùng - 261. Thần Vũ Trụ hoảng hốt - 262. Vegeta và Zarbon - 263. Vũ khí bí mật của Zarbon - 264. Diện kiến quốc vương Namek |

| - 265. Ván cờ lật ngược - 266. Kẻ khóc người cười - 267. Cuộc gặp gỡ kinh hoàng - 268. Đòn trả thù của Vegeta - 269. Giữa đường gặp nạn - 270. Khoảng lặng đáng sợ - 271. Mối đe dọa mới - 272. Kế hoạch của Vegeta - 273. Đội đặc nhiệm Ginyu - 274. Siêu năng lực của Guldo - 275. Vegeta đột kích - 276. Vương tử bại trận |

| - 277. Frieza mỉm cười - 278. Gohan hấp hối - 279. Son Goku đã tới - 280. Truyền thuyết về Siêu Saiya - 281. Jeice tháo chạy - 282. Vegeta rối trí - 283. Đội trưởng xuất trận - 284. Kẻ trượng nghĩa - 285. Quốc vương lâm nguy - 286. Chiến binh Namek - 287. Hoán đổi thân xác - 288. Goku hay Ginyu!? |

| - 289. Sai lầm của Ginyu - 290. Gậy ông đập lưng ông - 291. Frieza nổi khùng - 292. Rồng thần Namek - 293. 3 điều ước - 294. Điều ước cuối cùng - 295. Phép hợp thể - 296. Frieza siêu biến hình - 297. Quyết liệt chống trả - 298. Gohan tả tơi - 299. Khả năng của Dende - 300. Ngày về của Piccolo |

| - 301. Sức mạnh mới của Piccolo - 302. Frieza lại biến thân - 303. Đòn trừng phạt của Frieza - 304. Hình dạng thật của Frieza - 305. Vegeta quyết chiến độc tài vũ trụ - 306. Son Goku hồi phục - 307. Đại chiến vũ trụ - 308. Cái chết của Vegeta - 309. Không ai chịu ai - 310. Thăm dò đối phương - 311. Giao tranh khốc liệt - 312. Quái vật Frieza - 313. Kaio thần chưởng cấp 20 |

| - 314. Quyết tâm cuối cùng - 315. Khối cầu nguyên khí cỡ đại - 316. Giây phút quyết định - 317. Sinh tử khó lường - 318. Siêu Saiya, chiến binh huyền thoại - 319. Nỗi tuyệt vọng của Frieza - 320. Hành tinh chết - 321. Tấn công tổng lực - 322. Tàn cuộc - 323. 2 điều ước - 324. Cuộc chiến của thần vũ trụ - 325. Lòng tốt của Son Goku |

| - 326. Frieza tàn đời - 327. Hồi kết của cuộc chiến - 328. Namek nổ tung - 329. Goku không trở về - 330. Cha con Frieza trả thù - 331. Vị cứu tinh bí ẩn - 332. Siêu Saiya thứ hai - 333. Son Goku trở về - 334. Cậu thiếu niên đến từ tương lai - 335. Lời cảnh báo đáng sợ - 336. Khổ luyện chờ chiến - 337. Ngày họp mặt |

| - 338. Đụng độ robot sát thủ - 339. Yamcha gặp nguy - 340. Mối thù Red Ribbon - 341. Goku phát bệnh - 342. Goku đại thất bại - 343. Siêu Saiya Vegeta - 344. Kế hoạch B - 345. Số 20 chạy trốn - 346. Trunks tái xuất - 347. Nỗi lo sợ của Trunks - 348. Đến phòng thí nghiệm - 349. Số 17, 18 thức tỉnh |

| - 350. Số 17, Số 18 và cả... Số 16! - 351. Số 16 bí ẩn - 352. Vegeta đối đầu Số 18 - 353. Vegeta - đối thủ đáng gờm - 354. Chiếm thế thượng phong - 355. Piccolo và kế sách cuối cùng - 356. Điều kiện của Thượng Đế - 357. Thông báo từ Bulma - 358. Linh cảm xấu - 359. Mối lo ngại của Thượng Đế - 360. Lưỡng thể hợp nhất - 361. Con quái vật ở Jinjar Town |

| - 362. Trận quyết đấu ở Jinjar Town - 363. Tiết lộ động trời - 364. Truy lùng Cell Bọ Hung - 365. Son Goku thức giấc - 366. Cuộc tập luyện của những Siêu Saiya - 367. Chiến binh Namek quyết đấu Số 17 - 368. Cell đang tới - 369. Bộ ba robot sát thủ và Cell Bọ Hung - 370. Piccolo đuối sức - 371. Số 16 hành động - 372. Sức mạnh của Số 16 - 373. Cuộc thuyết phục bất thành |

| - 374. Goku chạm trán Cell Bọ Hung - 375. Cha con nhà Vegeta - 376. Vegeta thách đấu Cell Bọ Hung - 377. Cha con nhà Son Goku - 378. Siêu Vegeta - 379. Cell bán hoàn hảo thất bại - 380. Chạy đi, Số 18! - 381. Lòng hiếu chiến của Vegeta - 382. Cell Bọ Hung hoàn thiện - 383. Thế trận ngược chiều - 384. Độc chiêu cuối cùng của Vegeta - 385. Trunks xuất trận |

| - 386. Super Trunks - 387. Chế ngự siêu sức mạnh - 388. Suy luận của Cell - 389. Lời thách thức của Cell - 390. Goku và Gohan rời "tinh thần và thời gian" - 391. Trước trận đại quyết chiến - 392. Quân đội tập kích Cell Bọ Hung - 393. Thượng đế mới - 394. Cuộc chơi của Cell - 395. Giờ "G" đã điểm - 396. Kẻ phá rối [Ngoại truyện]: Trunks the story - Chiến binh cô độc |

| - 397. Goku nhập cuộc chơi của Cell - 398. Kẻ tám lạng, người nửa cân - 399. Cuộc chiến đỉnh cao - 400. Đầu hàng hay chết? - 401. Siêu Kamehameha - 402. Hành động khó hiểu của Goku - 403. Người kế thừa của Goku - 404. Siêu Gohan thượng đài - 405. Có hay không kì tích - 406. Vũ khí bí mật của Số 16 - 407. Địa ngục Cell Junior - 408. Son Gohan nổi giận |

| - 409. Sự lột xác ngoạn mục - 410. Tuyệt đỉnh Kamehameha - 411. Bước đường cùng - 412. "Cuộc chơi của Cell" kết thúc - 413. Niềm ân hận - 414. Cell Bọ Hung trở lại - 415. Lời nhắn gửi từ Son Goku - 416. Quyết chiến Kamehameha - 417. Đại đoàn viên - 418. Tạm biệt người anh em - 419. Một kết thúc khác - 420. Hòa bình cho tương lai |

| - 421. Trường cấp 3 ở Satan City - 422. Trường mới, bạn mới, rắc rối mới - 423. Thời thế tạo anh hùng - 424. Cảnh sát ngầm Videl - 425. Lộ tẩy! - 426. Đại hội võ thuật - 427. Bước vào đợt tập dượt - 428. Videl muốn học bay - 429. Trước thềm Đại hội - 430. Dragon Team tập hợp - 431. Vòng loại bắt đầu - 432. Siêu chiến binh tí hon |

| - 433. Trunks đấu Son Goten - 434. Trunks đấu Son Goten (Phần 2) - 435. Vô địch giải thiếu niên - 436. Bản lĩnh của ngài Satan - 437. Hai kẻ lạ mặt - 438. Bắt cặp đối thủ - 439. Giải ngoại hạng bắt đầu - 440. Chân tướng của Shin - 441. Videl bầm dập - 442. Gohan phẫn nộ - 443. Khởi động kế hoạch tác chiến - 444. Sức mạnh bị đánh cắp - 445. Bí mật đáng sợ |

| - 446. Ma đạo sĩ Babidi - 447. Mưu kế của Babidi - 448. Vào hang cọp - 449. Trò chơi - 450. Hầm số 2 - 451. Chiêu đãi ma thú Yakon - 452. Dabura lên đài - 453. Trận chung kết lạ lùng - 454. Nhà vô địch thỏa thuận - 455. Săn tìm ác ma - 456. Son Goku VS Vegeta, cuộc đối đầu định mệnh - 457. Mối hận của Vegeta - 458. 2 cuộc tử chiến - 459. Đếm ngược |

| - 460. Ma Buu chào đời - 461. Hung thần vũ trụ - 462. Mối đe dọa mang tên Ma Buu - 463. Sức mạnh khó lường - 464. Trận tử chiến cuối cùng của Vegeta - 465. Ma Buu nổi điên - 466. Sau bức màn đen - 467. Vĩnh biệt chiến binh kiêu hãnh - 468. Ác mộng lặp lại - 469. Hi vọng le lói - 470. Babidi báo thù - 471. Thời gian thử thách - 472. Gươm thần Z Sword |

| - 473. Son Goku gặp Ma Buu - 474. Siêu Saiya cấp 3 - 475. Bản chất của Ma Buu - 476. Thời gian bị rút ngắn - 477. Son Goku về trời - 478. Tung tích của Son Gohan - 479. Tổ thần Kaio - 480. Hợp thể thành công - 481. Vũ khí cuối cùng của Trái Đất - 482. Siêu hợp thể - 483. Ma Buu và bè bạn - 484. Sinh ra từ giận dữ - 485. Buu béo Buu gầy |

| - 486. Ma Buu tà ác - 487. Nhân loại tuyệt diệt - 488. Trunks và Goten tại "tinh thần và thời gian" - 489. Gotenks trước giờ G - 490. Gotenks vào cuộc - 491. Thần phong cảm tử - 492. Không đường trở ra - 493. Đào thoát - 494. Cố lên siêu Gotenks! - 495. Siêu hợp thể bất khả chiến bại - 496. Chí nguy! Chí nguy!! - 497. Son Gohan trở lại - 498. Động thái dị thường của Ma Buu - 499. Cái bẫy - 500. Đại nghịch chuyển - 501. Cứu tinh xuất hiện - 502. Phép lạ Potara |

| - 503. Son Goku và hợp thể cuối cùng - 504. Siêu hợp thể của hai ông bố - 505. Vegeto thách đấu Ma Buu - 506. Goku và Vegeta trong bụng Ma Buu - 507. Trong Ma Buu có Ma Buu - 508. Ma Buu thuần túy - 509. Số phận vũ trụ sẽ về đâu? - 510. Vegeta và Kakalot - 511. Tương hỗ - 512. Siêu Saiya 3 biến mất - 513. Ý đồ của Vegeta - 514. Lời nhắn gửi tới người Trái Đất - 515. Trận chiến niềm tin - 516. Đòn quyết định - 517. Đại đoàn viên - Khúc ca khải hoàn - 518. 10 năm sau - 519. Tạm biệt Ngọc Rồng |